# مستيسلاف رومانوفيتش
ميستيسلاف رومانوفيتش ستاري(بالروسية: Мстислав Романович Старый) هو ابن الأمير رومان روستيسلافيتش.أمير بسكوف(1180 - 1195)،أمير بيلغورود(1206)،أمير سمولينسك (1197 - 1213)،الأمير المعظم في كييف(1214 - 1223).
سنة 1185 شارك في الحملة العسكرية ضد القبيلة بولوفتسي.
في سنة 1197 تولى الحكم في سمولينسك بعد وفاة الأمير دافيد روستيسلافيتش.
في سنة 1214 تربع على العرش في كييف،لكن بعض الأسفار التاريخية ترجع هذا الحدث إلى سنة 1212.
قتل في معركة نهر كالكا سنة 1223.